# 人類教
人類教（じんるいきょう）とは、哲学者であるオーギュスト・コントによって提供された宗教。これは愛を基本として、人類の幸福のために奉仕することこそが人道であり、人道というのが社会においての最高の表現であるとされた。
人類教においての主張というのは、現実において存在しているのは人類のみであるということであり、個人というものは抽象という形にされて退けられていた。そして個人というのは個体ということであり、個人が死んだとしても、それは固体が消滅するに過ぎないという概念であった。このことから人間の死後にも存在し続けるとされている霊魂というものは存在しないということでもあった。